# Diospyros lanceifolia
Diospyros lanceifolia är en tvåhjärtbladig växtart som beskrevs av William Roxburgh. Diospyros lanceifolia ingår i släktet Diospyros och familjen Ebenaceae.

## Underarter
Arten delas in i följande underarter:
- D. l. iliaspaiei
- D. l. lanceifolia
- D. l. renageorgei
- D. l. saliciformis